# اتحادیه ملی برای دموکراسی
حزب اتحادیه ملی برای دموکراسی که در سال ۱۹۸۸ تأسیس شد در سال ۱۹۹۰ به پیروزی قاطعی در انتخابات سراسری دست یافت که نظامیان حاکم آن را نپذیرفتند و رهبر این حزب آنگ سان سو چی را تا سال ۲۰۱۰ در حصر خانگی نگه داشتند. این حزب انتخابات سال ۲۰۱۰ را تحریم کرد اما پس از آغاز تغییرات در حکومت در انتخابات میان دوره‌ای سال ۲۰۱۲ شرکت کرد. در انتخابات آزاد نوامبر سال ۲۰۱۵ این حزب به پیروزی چشمگیری دست یافت که این بار مورد پذیرش نظامیان واقع شد. در حالی که بر اساس قانون اساسی این کشور، آنگ سان سو چی به دلیل تابعیت خارجی فرزندانش نمی‌تواند به ریاست جمهوری انتخاب شود، تین چیاو از نزدیک‌ترین همراهان سو چی از این حزب در مارس ۲۰۱۵ بعنوان رئیس جمهور انتخاب شد.

## نتایج انتخابات

### مجلس سنا
| انتخابات | تعداد کرسی‌های کسب شده | تعداد آرا | درصد آرا | تعداد منتخبین | توضیح      | رهبر حزب      |
| -------- | --------------------- | --------- | -------- | ------------- | ---------- | ------------- |
| ۲۰۱۰     | ۰ از ۲۲۴              | —         | —        | —             | تحریم      | آنگ سان سو چی |
| ۲۰۱۲     | ۴ از ۲۲۴              | —         | —        | ۴             | حزب مخالف  | آنگ سان سو چی |
| ۲۰۱۵     | ۱۳۵ از ۲۲۴            | —         | —        | ۱۳۱           | حزب اکثریت | آنگ سان سو چی |

### مجلس نمایندگان
| انتخابات | تعداد کرسی‌های کسب شده | تعداد آرا | درصد آرا | تعداد منتخبین | توضیح       | رهبر حزب      |
| -------- | --------------------- | --------- | -------- | ------------- | ----------- | ------------- |
| ۱۹۹۰     | ۳۹۲ از ۴۹۲            | ۷٬۹۳۰٬۸۴۱ | ۵۲٫۵٪    | ۳۹۲           | پذیرفته نشد | آنگ سان سو چی |
| ۲۰۱۰     | ۰ از ۴۴۰              | —         | —        | —             | تحریم       | آنگ سان سو چی |
| ۲۰۱۲     | ۳۷ از ۴۴۰             | —         | —        | ۳۷            | حزب مخالف   | آنگ سان سو چی |
| ۲۰۱۵     | ۲۵۵ از ۴۴۰            | —         | —        | ۲۱۸           | حزب اکثریت  | آنگ سان سو چی |

### مجالس ایالتی و ناحیه‌ای
| انتخابات | تعداد کرسی‌های کسب شده | تعداد آرا | درصد آرا | تعداد منتخبین | توضیح | رهبر حزب      |
| -------- | --------------------- | --------- | -------- | ------------- | ----- | ------------- |
| ۲۰۱۵     | ۴۷۶ از ۸۵۰            | —         | —        | ۴۷۴           |       | آنگ سان سو چی |